# WRESAT
Weapons Research Establishment Satellite, WRESAT – pierwszy australijski sztuczny satelita Ziemi. Wysłany amerykańską rakietą nośną. Statek został zbudowany przez australijski Weapons Research Establishment i wydział fizyki Uniwersytetu Adelaide, w ciągu 11 miesięcy (całość prac). 

## Przebieg misji
Start odbył się 29 listopada 1967. Pierwszy człon rakiety opadł w środkowej Australii, na pustynię Simpsona (w 1990 został odnaleziony i przewieziony do Woomera). Pozostałości drugiego członu opadły do Zatoki Karpentaria. Orbitę osiągnął wraz z ostatnim członem rakiety.
Działał 5 dni. Wykonał 642 okrążenia Ziemi. W trakcie 73 orbit przesyłał dane naukowe. Powrócił do atmosfery o 11:34 GMT, 10 stycznia 1968, nad Oceanem Atlantyckim, na zachód od Irlandii. 

## Cele misji
- poszerzenie zbioru danych naukowych dotyczących górnych warstw atmosfery
- asystowanie Stanom Zjednoczonym w zbieraniu danych fizycznych potrzebnych w ich programach naukowych
- rozwój technologii koniecznych w próbach ELDO i brytyjskim programie kosmicznym
- zademonstrowanie potencjału Australii w budowie własnego satelity z użyciem współczesnych technologii i z własnego poligonu rakietowego

## Ładunek naukowy
- Eksperyment słonecznego promieniowania ultrafioletowego (105-166 nm)
- Eksperyment słonecznego promieniowania ultrafioletowego (250 nm)
- Eksperyment detekcji geokoronalnego promieniowania Lyman-α
- Eksperyment słonecznego promieniowania rentgenowskiego (0,8 nm)